# Elektrolit stały
Elektrolit stały, przewodnik superjonowy – ciało stałe charakteryzujące się wysokim przewodnictwem jonowym, powyżej 10-3 S·m-1. Przewodnictwo tych substancji może w pewnych warunkach osiągać wartości tak duże jak dla ciekłych elektrolitów.
Przykładem elektrolitu stałego jest jodek srebra w temperaturze powyżej 420 K (faza β), w którym małe kationy srebra mogą przemieszczać się w sieci tworzonej przez większe aniony jodu. Przemiana fazy α w fazę β polega na stopieniu podsieci srebra.
Przewodniki superjonowe są stosowane, między innymi, w ogniwach paliwowych.

## Mechanizm przewodnictwa
W elektrolitach stałych występują głównie wiązania jonowe, ale nie każdy kryształ jonowy może być elektrolitem. Przewodnictwo jonowe może osiągać wysoką wartość, jeśli zarówno koncentracja nośników ładunku, jak i ich ruchliwość jest wysoka. Ruch jonów w sieci krystalicznej jest możliwy dzięki istnieniu i przemieszczaniu się defektów sieci krystalicznej tworzących miejsca, które może zająć ruchliwy jon, oddzielone stosunkowo niewielkimi barierami potencjału.